# 馬淵明彦
馬淵 明彦（まぶち あきひこ、1947年 - ）は、日本の音楽講師。元国立音楽大学講師。リトミックを専門としている。

## 経歴
1947年、石川県七尾市生まれ。高校卒業まで長崎県で過ごす。国立音楽大学に進み、在学中にリトミックと出会った。同大学教育音楽学科Ⅱ類（リトミック専攻）を卒業後、リトミックやピアノの指導に携わった。1978年、ジュネーヴのジャック=ダルクローズ学院に留学し、ダルクローズ国際ライセンスと同ディプロマを取得して1980年に卒業。帰国後は国立音楽大学講師として30年間後進の指導に取り組み、2012年に定年退官。この間、日本ジャック=ダルクローズ協会会長（1999年 - 2002年）や全日本リトミック音楽教育研究会常任理事などを務め、リトミックの普及に努めた。NHKラジオ高校講座の音楽Ⅰも担当している。

## 役職
- 日本ダルクローズ音楽教育学会会員
- 日本ジャック＝ダルクローズ協会理事
- 日本ソルフェージュ研究協議会会員
- リトミック教育指導者研究会「アトリエ・ドゥ・ジャック」主宰
- 全日本リトミック音楽教育研究会本部指導講師

## 著書
- 「子どもの指導のための小品集」（オブラ・パブリケーション、2014年） ISBN 978-4915964367

### 共著
- 馬淵明彦・杉本明 「キーボードでおさんぽ1」（オブラ・パブリケーション、1998年） ISBN 978-4915964237
- 馬淵明彦・杉本明 「これからはじめる即興演奏 豊かな音楽表現のために」（オブラ・パブリケーション、2007年） ISBN 978-4915964282